# Nisída Ágios Pávlos
Nisída Ágios Pávlos är en ö i Grekland.   Den ligger i regionen Kreta, i den sydöstra delen av landet, 400 km söder om huvudstaden Aten.
Terrängen på Nisída Ágios Pávlos är varierad. Öns högsta punkt är 12 meter över havet. 